# آناستازیا لینیک
آناستازیا لینیک (انگلیسی: Anastasia Linnik؛ زادهٔ ۱۱ ژوئیهٔ ۱۹۹۳) بازیکن فوتبال اهل بلاروس است.
وی همچنین در تیم‌های ملی فوتبال Belarus women's national under-19 football team و Belarus women's national football team بازی کرده‌است.